# Bois de Pétrieux
Het Bois de Pétrieux is een  bos in de streek Pays des Collines (gemeentes Doornik (Beclers) en Frasnes-lez-Anvaing (Montroeul-au-Bois en Herquegies)) in de provincie Henegouwen in Wallonië. Het bos van ongeveer 100 hectare ligt op een 122 meter hoge heuvel vlak bij Montroeul-au-Bois. Het is een oud bosgebied dat al voorkomt op 17de-eeuwse kaarten. In het bos ontspringen verschillende bronbeekjes van de Ronne. Het bos- en natuurgebied is erkend als 'Site de Grand Intérêt Biologique' (SGIB3483). In het midden van de 19de eeuw werd een kasteel opgetrokken in het bos; het Bois de Pétrieux is privébezit. 

## Afbeeldingen

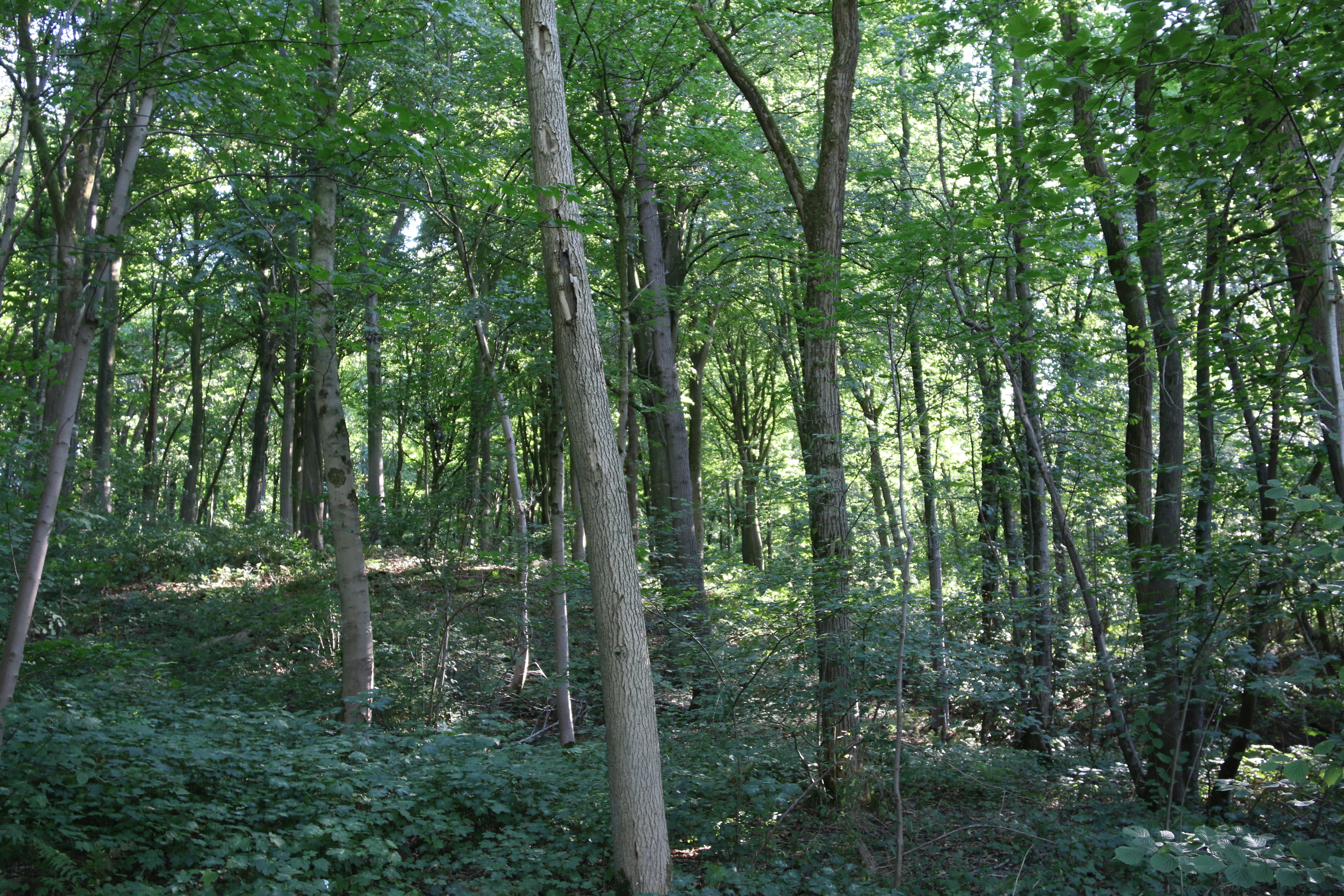
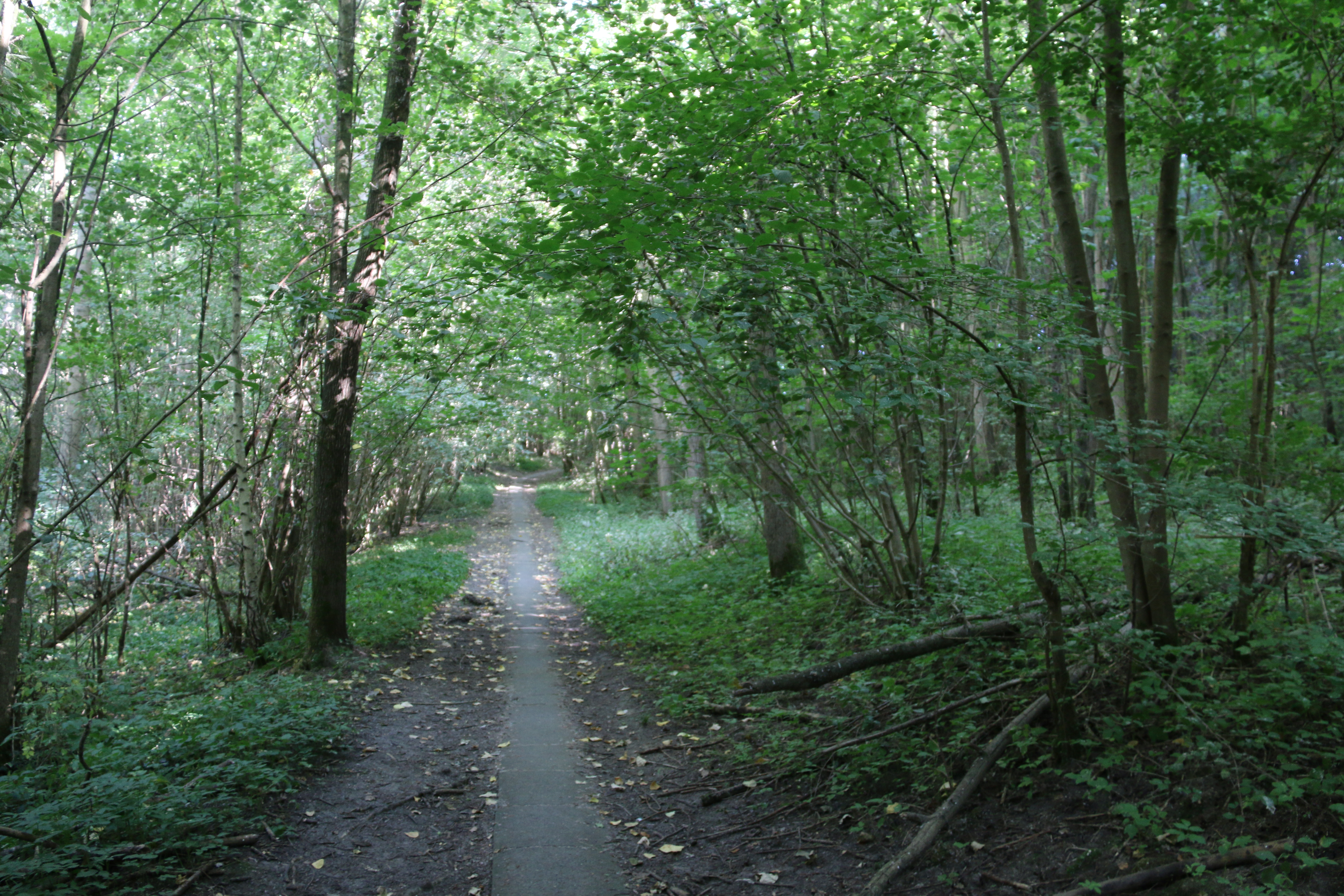
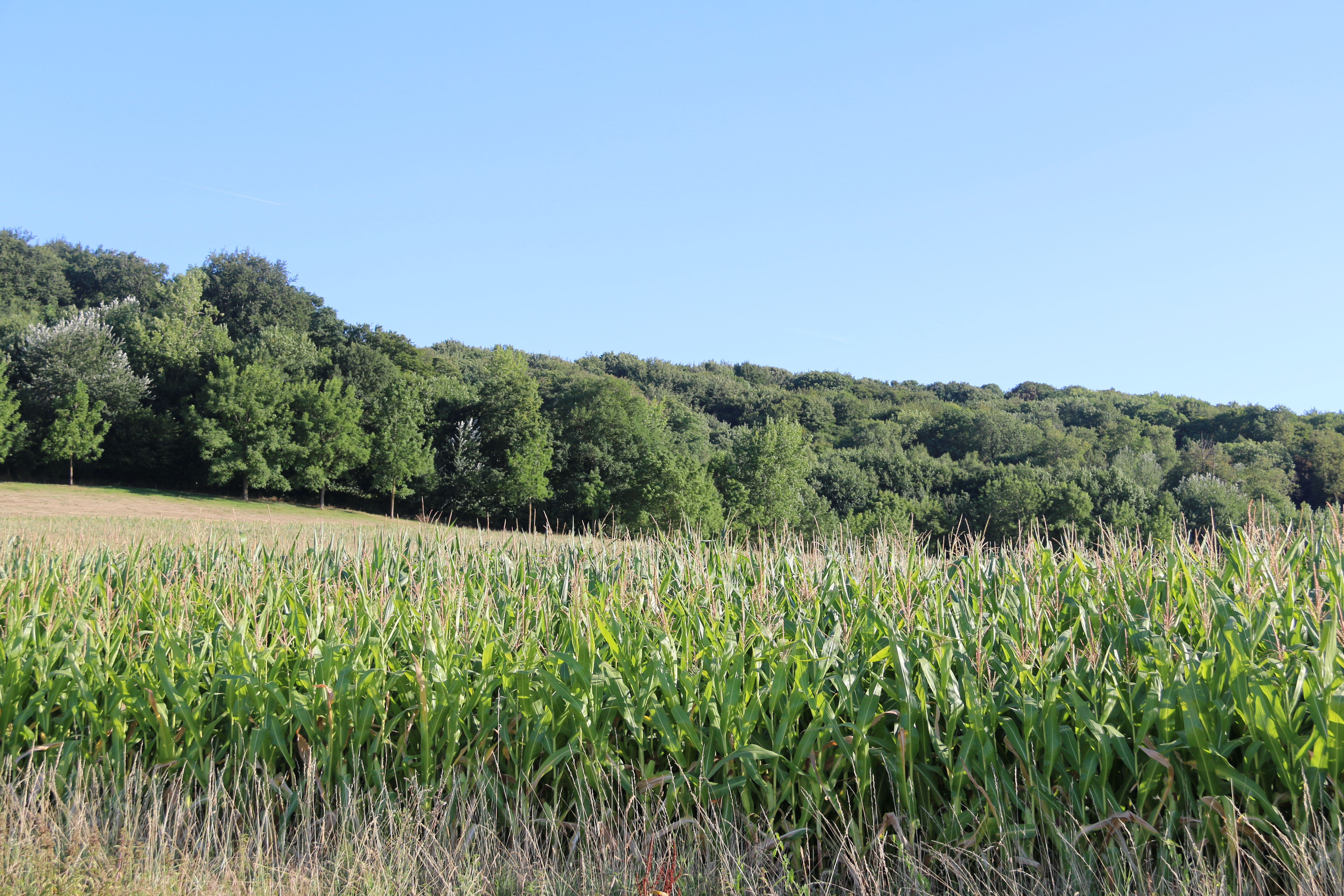
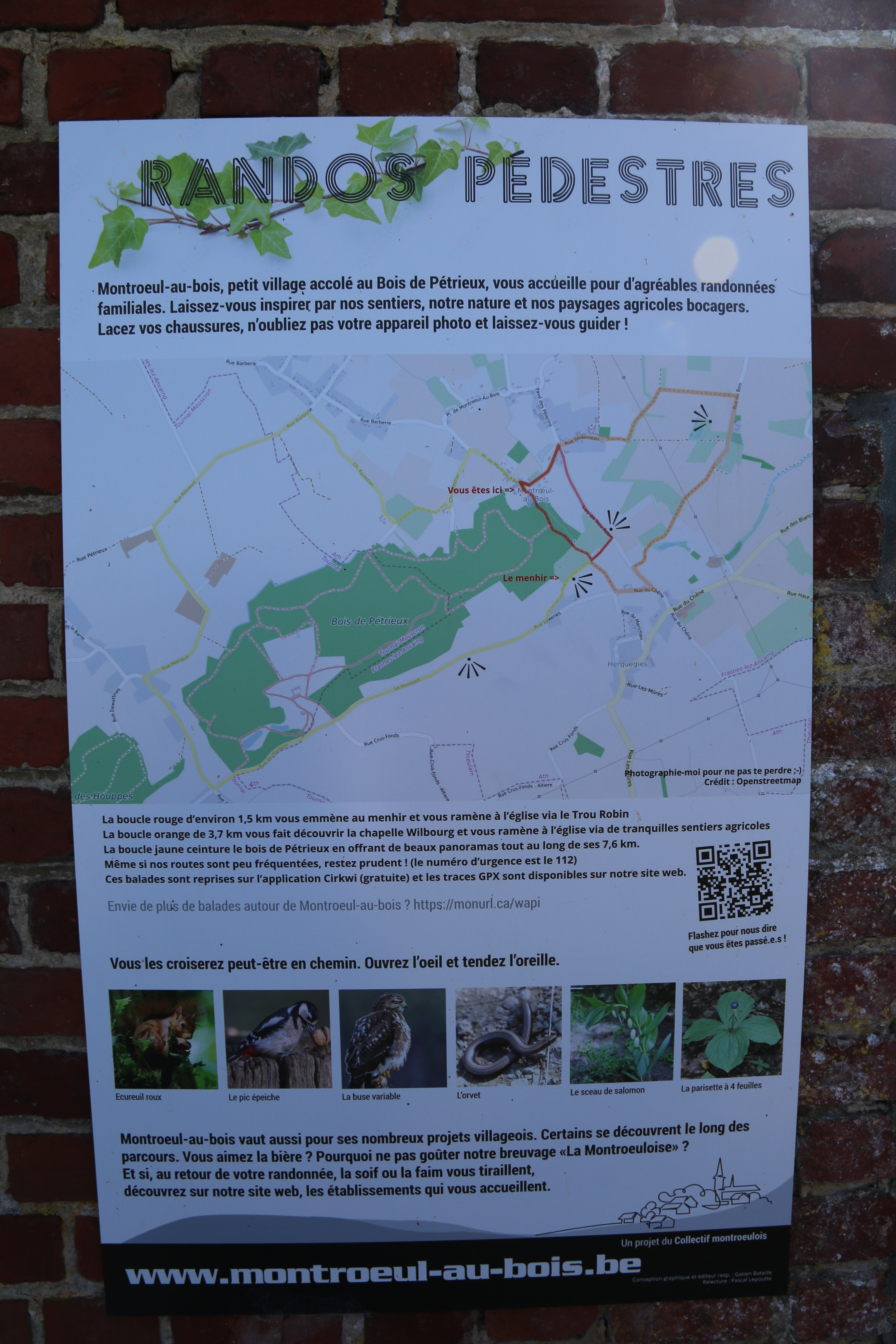

## Fauna en flora
Het Bois de Pétrieux is een Atlantisch loofbos (beuk) met wilde hyacint. In het bos leeft onder andere wespendief, buizerd, holenduif. 